# Шорт-трек на зимних Олимпийских играх 2014 — эстафета (мужчины)
Соревнования по шорт-треку среди мужчин в эстафете на зимних Олимпийских играх 2014 прошли 13 и 21 февраля. Местом проведения соревнований стал ледовый дворец спорта «Айсберг». Полуфинал соревнований начался в 15:31 по местному времени (UTC+4) 13 февраля, а 21 февраля состоялся финал. Решающий забег стартовал в 22:18. В соревнованиях приняли участие 32 спортсмена из 8 стран. Действующими чемпионами в этой дисциплине являлись канадские шорт-трекисты — Шарль Амлен, Франсуа Амлен, Оливье Жан, Франсуа-Луи Трамбле  и Гийом Бастиль.

## Медалисты
| Золото                                                                      | Серебро                                                                      | Бронза                                                      |
| Россия · Виктор Ан · Семён Елистратов · Владимир Григорьев · Руслан Захаров | США · Эдуардо Альварес · Джон Сельски · Кристофер Кревелинг · Джордан Мэлоун | Китай · Чэнь Дэцюань · Хань Тяньюй · Ши Цзиннань · У Дацзин |

## Рекорды
| Мировой рекорд     | Республика Корея Квак Юн Ги, Ли Хо Сок, Ли Чжон Су, Сон Си Бэк | 6:38,486 | Солт-Лейк-Сити, США | 19 октября 2008 |
| Олимпийский рекорд | Республика Корея Ан Хён Су, Ли Хо Сок, Со Хо Джин, Сон Сок У   | 6:43,376 | Турин, Италия       | 25 февраля 2006 |

## Соревнование

### Полуфинал

#### Полуфинал 1
Занявшие 1-2 места, а также одна лучшая команда по времени проходят в финал A, остальные в финал B.
| Место | Спортсмены                                                                        | Время        |
| ----- | --------------------------------------------------------------------------------- | ------------ |
| 1     | Нидерланды · Дан Брёвсма · Нилс Керстхолт · Шинки Кнегт · Фрек ван дер Варт       | 6:45,385     |
| 2     | Казахстан · Айдар Бекжанов · Нурберген Жумагазиев · Денис Никиша · Абзал Ажгалиев | 6:47,152     |
| 3     | Республика Корея · Ли Ханбин · Ли Хо Сок · Пак Се Ён · Син Да Ун                  | 6:48,206     |
| 4     | США · Эдуардо Альварес · Джон Сельски · Кристофер Кревелинг · Джордан Мэлоун      | 6:50,292 ADV |

#### Полуфинал 2
| Место | Спортсмены                                                                  | Время    |
| ----- | --------------------------------------------------------------------------- | -------- |
| 1     | Россия · Виктор Ан · Семён Елистратов · Владимир Григорьев · Руслан Захаров | 6:44,331 |
| 2     | Китай · Чэнь Дэцюань · Хань Тяньюй · Ши Цзиннань · У Дацзин                 | 6:44,521 |
| 3     | Италия · Юрий Конфортола · Томмазо Дотти · Энтони Лобелло · Николо Родигари | 6:45,253 |
| 4     | Канада · Майкл Гилдей · Шарль Амлен · Франсуа Амлен · Оливье Жан            | 6:48,186 |

### Финал

#### Финал B
| Место | Спортсмены                                                                  | Время    |
| ----- | --------------------------------------------------------------------------- | -------- |
| 1     | Канада · Майкл Гилдей · Шарль Амлен · Франсуа Амлен · Оливье Жан            | 6:43,747 |
| 2     | Республика Корея · Ли Ханбин · Ли Хо Сок · Пак Се Ён · Син Да Ун            | 6:43,921 |
| 3     | Италия · Юрий Конфортола · Томмазо Дотти · Энтони Лобелло · Давиде Вискарди | 6:44,904 |

#### Финал A
| Место | Спортсмены                                                                        | Время       |
| ----- | --------------------------------------------------------------------------------- | ----------- |
| 1     | Россия · Виктор Ан · Семён Елистратов · Владимир Григорьев · Руслан Захаров       | 6:42,100 OR |
| 2     | США · Эдуардо Альварес · Джон Сельски · Кристофер Кревелинг · Джордан Мэлоун      | 6:42,371    |
| 3     | Китай · Чэнь Дэцюань · Хань Тяньюй · Ши Цзиннань · У Дацзин                       | 6:48,341    |
| 4     | Нидерланды · Дан Брёвсма · Нилс Керстхолт · Шинки Кнегт · Фрек ван дер Варт       | 6:49,149    |
| 5     | Казахстан · Айдар Бекжанов · Нурберген Жумагазиев · Денис Никиша · Абзал Ажгалиев | 6:54,630    |